# Waldfried
Waldfried ist ein männlicher Vorname.

## Herkunft und Bedeutung
Der Name ist eine Variante von Walfried.
Er wird hergeleitet von althochdeutsch „waltan“, kämpfen oder walten und von althochdeutsch „fridu“ Begrenzung, Einfriedung oder Frieden.

## Bekannte Namensträger
- Waldfried Barthel (1913–1979), deutscher Filmunternehmer und Diplomat